# Джон Йънг
Джон Уотс Йънг (на английски: John Watts Young) e американски астронавт. Първият човек в света достигнал пет и шест космически полета. Йънг е единствения човек в света пилотирал 4 различни класа космически кораби: Джемини, Аполо – команден и сервизен модул, Аполо – лунен модул и космическата совалка. Той е един от тримата астронавти летели два пъти до Луната и пак един от тримата, управлявал Лунар Роувър. Това е астронавтът с най-продължителна служба в НАСА – 42 г.

## Образование
Джон Йънг завършва колежа College Park в Орландо, Флорида. През 1952 г. получава бакалавърска степен по аерокосмическо инженерство от Технологичния институт на Джорджия.

## Военна кариера
След дипломирането си, Дж. Йънг постъпва на активна военна служба в USN. Назначен е за офицер на разрушителя USS Laws (DD-558). През юни 1953 г. плава в Японско море и взема участие в Корейската война. След това завършва школа за морски пилоти и е зачислен в бойна ескадрила 103 (VF-103). В продължение на четири години служи на самолетоносачите USS Coral Sea (CV-43) и USS Forrestal (CV-59). Лети на реактивен изтребител F-8 Крусейдър. През 1959 г. завършва школа за тест пилоти и е зачислен в изпитателния център на USN (на английски: Naval Air Test Center). Там служи в продължение на три години. През 1962 г. поставя неподобрен до днес рекорд на достигната височина (25 000 м) със самолет F-4 Фантом ІІ от състава на бойна ескадрила 143 (VF-143). Йънг напуска USN през септември 1976 г. след 25 – годишна служба. В кариерата си има актив от 15275 полетни часа, от които повече от 9200 на реактивни самолети.

## Служба в НАСА
Джон Йънг е избран за астронавт от НАСА на 17 септември 1962 г., Астронавтска група №2. Той взема участие в шест космически полета и има 835 часа в космоса. Един от двамата в света пилотирали първите космически кораби от два различни класа – Джемини 3 и Колумбия (STS-1) (Другия е Владимир Комаров пилотирал Восход 1 и Союз-1).
 Джон Йънг участва в три космически програми на НАСА.

### Програма Джемини
Йънг започва подготовка по програмата Джемини през септември 1962 г. По тази програма той взима участие в два космически полета и е включен в дублиращия екипаж на още един.

#### Джемини 3
Първия си полет в космоса Иънг извършва на 23 март 1965 г. Той е пилот на космическия кораб Джемини 3. Това е първият пилотиран полет по програмата Джемини – космически корб от второ поколение на САЩ. По време на този полет е осъществена първата маневра (на ръчен режим) в света за изменяне на плоскостта на орбитата.

#### Джемини 6А
Дж. Йънг е пилот на дублиращия екипаж при тази мисия. По това време е взето решение (поради ротацията на екипажите и включването на новоподготвени астронавти в програмата), той да бъде назначен за командир на полета в мисията Джемини 10.

#### Джемини 10
Втория си полет в космоса, Джон Йънг извършва като командир на космическия кораб Джемини 10 от 18 до 21 юли 1966 г. По време на тази мисия е осъществено първото в света скачване с два безпилотни обекта на околоземна орбита. Пилотът на кораба Майкъл Колинс осъществява две космически разходки.

### Програма Аполо
След полета на Джемини 10, Джон Йънг започва подготовка по новата програма Аполо – космически кораб от трето поколение на САЩ. Първоначално е включен като пилот на командния модул в екипаж с командир Томас Стафорд и пилот на лунния модул Юджийн Сърнън. По програмата Аполо, Йънг извършва два космически полета и е включен в дублиращите екипажи на още три мисии. С общо пет назначения е абсолютен рекордьор по този показател сред колегите си от програмата.

#### Аполо 7
Първото си назначение Джон Йънг получава като пилот на командния модул в дублиращия екипаж на космическия кораб Аполо 7. Това е практически първият пилотиран полет по новата програма след трагедията с Аполо 1.

#### Аполо 10
Първи полет по тази програма и общо трети в своята кариера, Йънг осъществява от 18 до 26 май 1969 г. Той е пилот на командния модул на Аполо 10 – генерална репетиция за кацането на Луната. Това е втори полет по програмата Аполо с излизане на окололунна орбита и една от най – важните мисии на НАСА. След влизане в орбита около Луната Йънг остава в командния модул на Аполо 10, а Томас Стафорд и Юджийн Сърнън извършват маневра на височина 14,3 км. над повърхността на Луната с лунния модул. След тази забележителна мисия астронавта получава още три назначения в лунната програма.

#### Аполо 13
Джон Йънг е командир на дублиращия екипаж на злополучния Аполо 13. Това е шесто назначение за астронавта, с което той става абсолютен рекордьор по този показател, не само сред колегите си от НАСА, но изобщо, в света.

#### Аполо 16
По време на четвъртия полет, от 16 до 27 април 1972 г. Йънг е на командир на Аполо 16. Това е петата експедиция по програмата Аполо с кацане на повърхността на Луната. За първи (и последен) път е осъществено кацане на труден планински терен – кратера „Декарт“. Учените са искали да сравнят скалните породи от лунните морета (равнинни части, в които са извършени всички останали прилунявания) и планинските хребети. На 20 април 1972 г. Джон Йънг стъпва на Луната и става деветия човек стъпил на нейната повърхност. Заедно с пилота на лунния модул Чарлс Дюк правят три излизания на Луната с обща продължителност 71 часа и 2 минути. По време на този полет е установен рекорд на скорост на придвижване по повърхността на Луната – 18 км/ч (става с помощта на Лунар Роувър). Полетът е с продължителност 11 денонощия 1 час 51 минути 5 секунди. С този полет Джон Йънг става един от тримата астронавти с два полета до Луната.

#### Аполо 17
Йънг е командир на дублиращия екипаж на последната лунна мисия – полета на космическия кораб Аполо 17. С два осъществени космически полета и още три назначения в дублиращи екипажи той приключва участието си в лунната програма на НАСА.

### Спейс Шатъл
През януари 1973 г. Джон Йънг е назначен за мениджър на поделението Спейс Шатъл в Астронавтския офис на НАСА. Още през същия месец започва подготовка за сформиране на първите екипажи по новата програма – космически кораб от четвърто поколение на САЩ. По тази програма Йънг осъществява два космически полета и е включен като командир на основния екипаж на още един – отменен.

#### STS-1
От 12 до 14 април 1981 г. е осъществен първия космически полет на космическата совалка Колумбия, STS-1. Джон Йънг е командир на мисията. Това е неговия пети полет в космоса и така той става първият човек в света с пет космически полета. Става, също така и първия американец (и втори човек в света) пилотирал първите кораби от две различни поколения: Джемини 3 (второ поколение) и STS-1 (четвърто поколение).

#### STS-9
От 28 ноември до 8 декември 1983 г., Дж. Йънг провежда шестия си и последен полет като командир на совалката Колумбия, мисия STS-9. В състава на екипажа е и първият астронавт от ФРГ – Улф Мерболд, първия чуждестранен астронавт на космически кораб на САЩ. Джон Йънг става първият астронавт, който лети шест пъти в космоса.

#### STS-61J
Йънг се готви за участие в седми космически полет. Получава назначение за командир на мисия STS 61J, която трябва да изведе на околоземна орбита телескопа Хъбъл. Поради катастрофата на Чалънджър полетът е отменен. Осъществен е едва през 1990 г. като мисия STS-31

## Полети
| Космически полети на Джон Уотс Йънг                      | Космически полети на Джон Уотс Йънг | Космически полети на Джон Уотс Йънг | Космически полети на Джон Уотс Йънг | Космически полети на Джон Уотс Йънг | Космически полети на Джон Уотс Йънг | Космически полети на Джон Уотс Йънг |
| №                                                        | Дата                                | КК                                  | Емблема на мисията                  | Функции                             | Продължителност                     |                                     |
| -------------------------------------------------------- | ----------------------------------- | ----------------------------------- | ----------------------------------- | ----------------------------------- | ----------------------------------- | ----------------------------------- |
| 1                                                        | 23 март 1965                        | „Джемини-3“                         |                                     | Пилот                               | 4 часа 53 мин.                      |                                     |
| 2                                                        | 18 юли 1966                         | „Джемини-10“                        |                                     | Командир на кораба                  | 2 денонощия 22 часа 46 мин.         |                                     |
| 3                                                        | 18 май 1969                         | „Аполо 10“                          |                                     | Пилот на командния модул            | 8 денонощия 0 часа 3 мин.           |                                     |
| 4                                                        | 16 април 1972                       | „Аполо 16“                          |                                     | Командир на кораба                  | 11 денонощия 1 час 51 мин.          |                                     |
| 5                                                        | 12 април 1981                       | „Колумбия“ STS-1                    |                                     | Командир на мисията                 | 2 денонощия 6 часа 20 мин.          |                                     |
| 6                                                        | 28 ноември 1983                     | „Колумбия“ STS-9                    |                                     | Командир на мисията                 | 10 денонощия 7 часа 47 мин.         |                                     |
| Сумарно време в космоса – 34 денонощия 19 часа 39 минути |                                     |                                     |                                     |                                     |                                     |                                     |

- Единствен е усвоил управлението на четири типа космически кораби;
- Първият човек, обиколил Луната самостоятелно;
- Командир на първата мисия на космическата совалка;
- Първи в света достигнал пет и шест космически полета.

## Административна дейност в НАСА
През януари 1973 г. Джон Йънг е назначен за мениджър на поделението Спейс Шатъл в Астронавтския офис на НАСА. От януари 1974 г. до май 1987 г. Йънг служи като Директор на офиса на астронавтите в НАСА (рекорд на този пост от всички заемали го до днес). От май 1987 до февруари 1996 г. е помощник-директор на Космическия център Линдън Джонсън в Хюстън, Тексас. През февруари 1996 г. Джон Йънг става технически директор в Космическия център Линдън Джонсън. През декември 2004 г., след 42-годишна служба в НАСА, Йънг излиза в пенсия на 74-годишна възраст. Той е астронавтът с най-дълга летателна кариера в света (18 години между първия и последния полет) и служителят на НАСА с най-продължителен стаж в агенцията.

## Личен живот
Джон Йънг живее в Ел Лаго, предградие на Хюстън, Тексас, заедно с втората си съпруга Сузи.

## Награди
- На 19 май 1981 г., Джон Йънг е награден от Конгреса на САЩ с Космически медал на честта – най – високото гражданско отличие за изключителни заслуги в областта на аерокосмическите изследвания.

- Медал на USN за изключителна служба;
- Летателен кръст за заслуги;
- Медал на НАСА за отлична служба;
- Медал на НАСА за изключително лидерство;
- Медал на НАСА за изключителни постижения;
- Медал на НАСА за изключителни заслуги;
- Медал на НАСА за участие в космически полет.

- Джон Йънг е приет в шест авиационни и космически зали на славата.
- През 2010 г. е обявен от Космическата фондация на САЩ за третия най – популярен космически герой.